# Iskita (Dan-Goulbi)
Iskita (auch: Eskéta, Iskita Boulourboukou) ist ein Dorf in der Landgemeinde Dan-Goulbi in Niger.

## Geographie
Das von einem traditionellen Ortsvorsteher (chef traditionnel) geleitete Dorf liegt am linken Ufer des Trockentals Goulbin Kaba. Es befindet sich rund elf Kilometer südwestlich des Hauptorts Dan-Goulbi der gleichnamigen Landgemeinde, die zum Departement Dakoro in der Region Maradi gehört. Weitere Siedlungen in der Umgebung von Iskita sind Dogon Farou im Süden, Halbaoua Salifou im Südwesten und Dan Dadi im Westen.
Iskita ist Teil der Übergangszone zwischen Sahel und Sudan. Die durchschnittliche jährliche Niederschlagsmenge beträgt hier zwischen 400 und 500 mm.

## Bevölkerung
Bei der Volkszählung 2012 hatte Iskita 1585 Einwohner, die in 180 Haushalten lebten. Bei der Volkszählung 2001 betrug die Einwohnerzahl 1061 in 141 Haushalten und bei der Volkszählung 1988 belief sich die Einwohnerzahl auf 611 in 86 Haushalten.
Die Zone entlang des Trockentals gehört zu den am dichtesten besiedelten und zugleich zu den ärmsten Nigers, mit erhöhter Unterernährung.

## Wirtschaft und Infrastruktur
Im Dorf ist ein Gesundheitszentrum des Typs Centre de Santé Intégré (CSI) vorhanden. Es gibt eine Schule. Iskita liegt im weitläufigen Weideland zwischen den Trockentälern Goulbin Kaba und Goulbi de Maradi, das traditionellerweise in der Trockenzeit von nomadischen Fulbe- und Wodaabe-Viehzüchtern aufgesucht wird.